# Verkeerd Hof

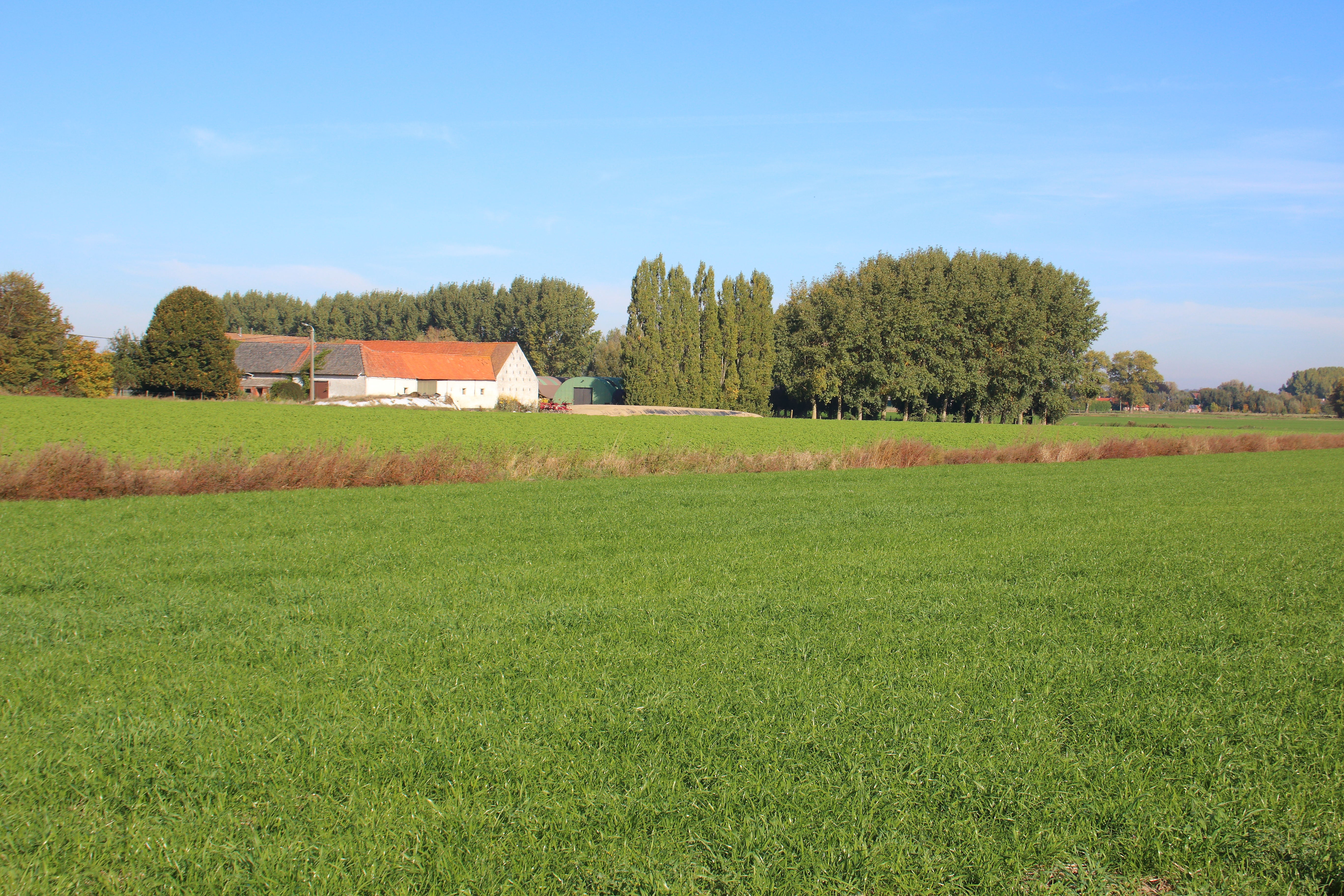
het Verkeerd Hof

Het Verkeerd Hof is een historische hoeve aan de Duivelswilg en de Verkeerdhofstraat in Velzeke-Ruddershove, een deelgemeente van de Belgische stad Zottegem.
Het Verkeerd Hof is een voormalige abdijhoeve. Het is een semi-gesloten hoeve met bakstenen gebouwen onder zadeldaken (pannen) gegroepeerd rondom een rechthoekig erf. De hoeve heeft witgekalkte erfgevels op een gepikte plint die is afgelijnd met baksteenfries (aan de noordwest-, noordoost- en zuidoostzijden). In het dienstgebouw ten zuidoosten bevindt zich een inrijpoort. Ten noordwesten staat een boerenhuis van zes traveeën en één bouwlaag met licht verhoogde begane grond uit de eerste helft van de 19de eeuw. Rechts in het verlengde van het woonhuis staat een voormalig bakhuis. De boerderij werd 'Verkeerd Hof' genoemd omdat de toegangsdeur niet op het zuiden georiënteerd is zoals bij de andere hoeves in de omgeving .

## Afbeeldingen

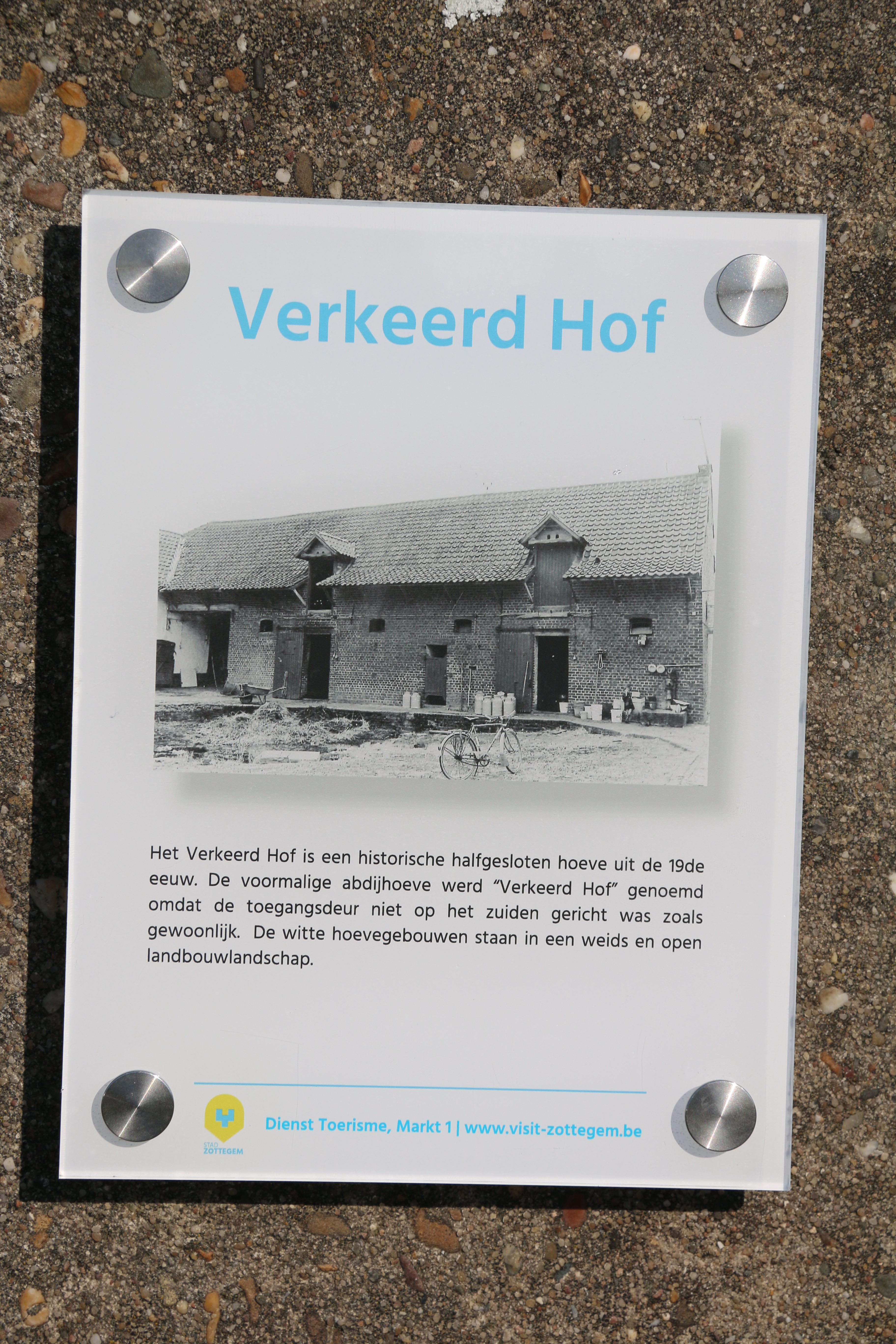
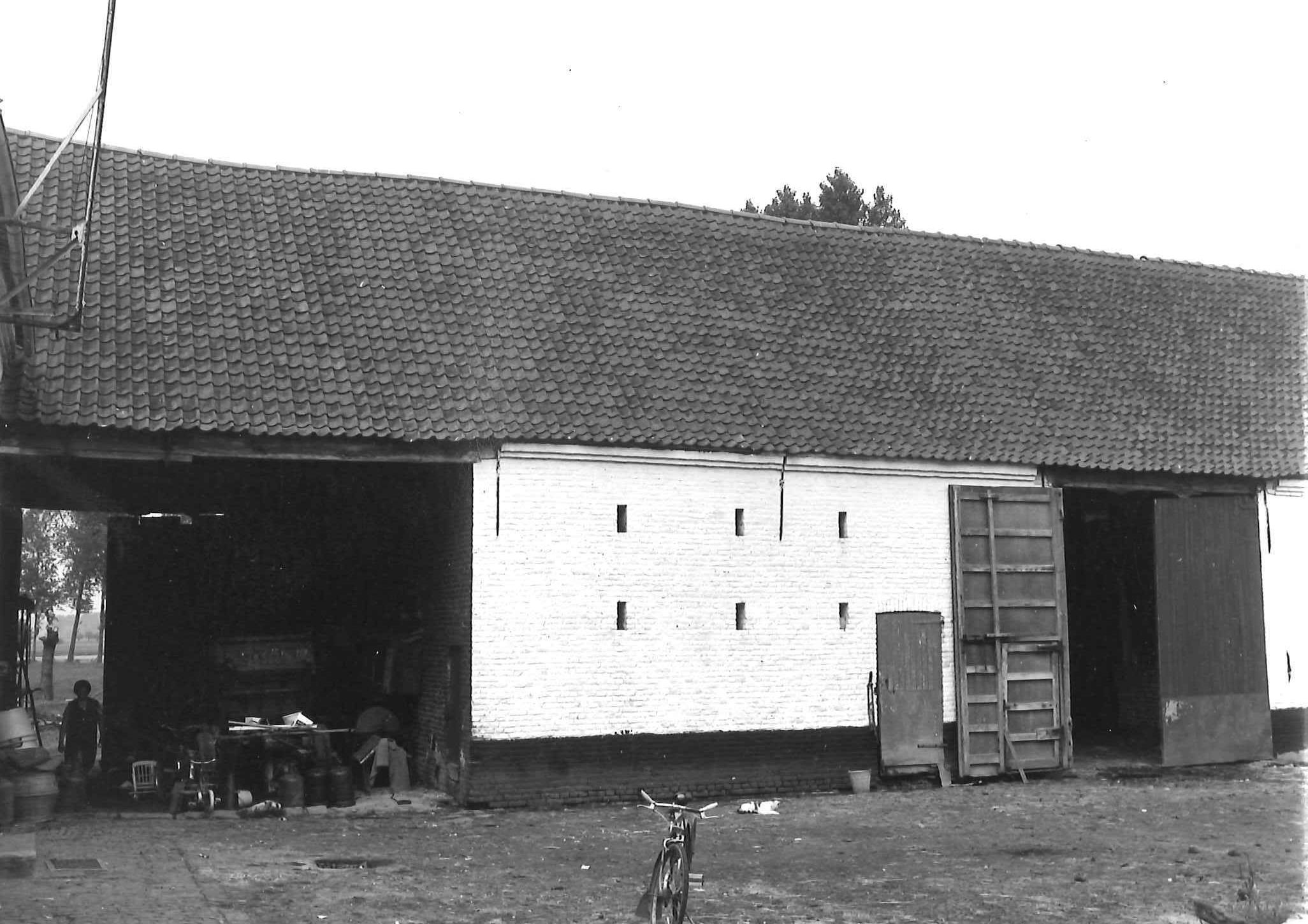
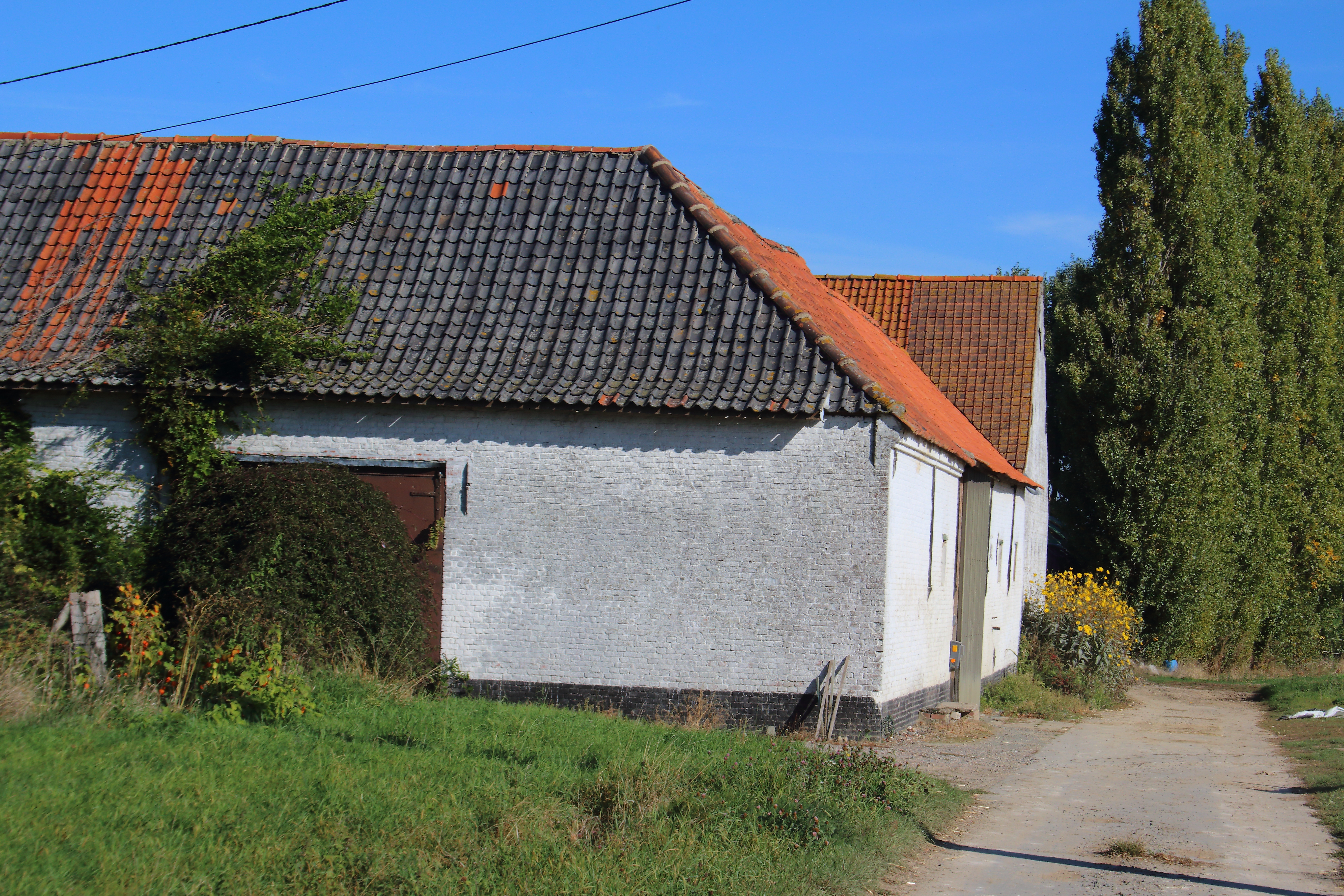
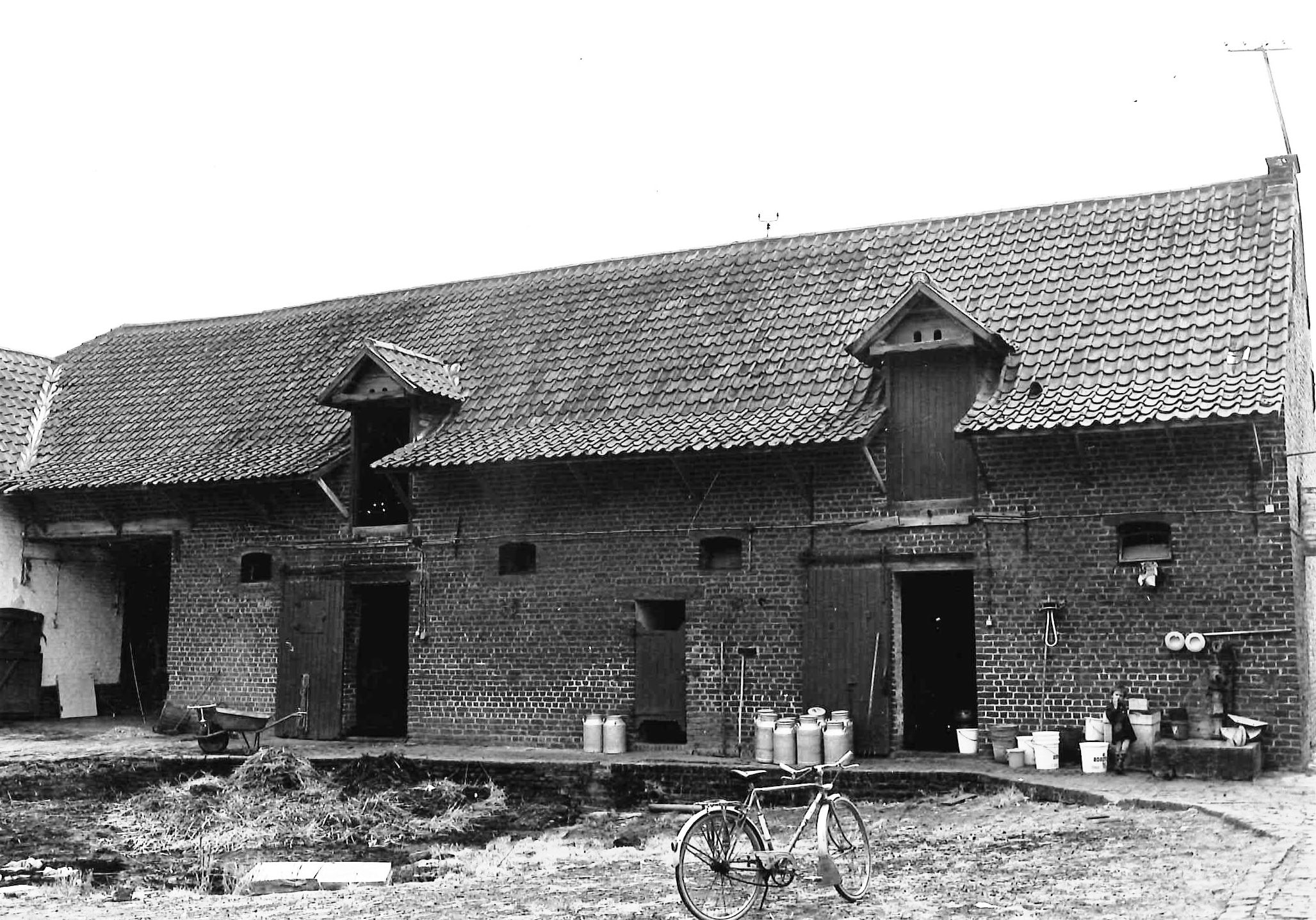